# درک تجسمی

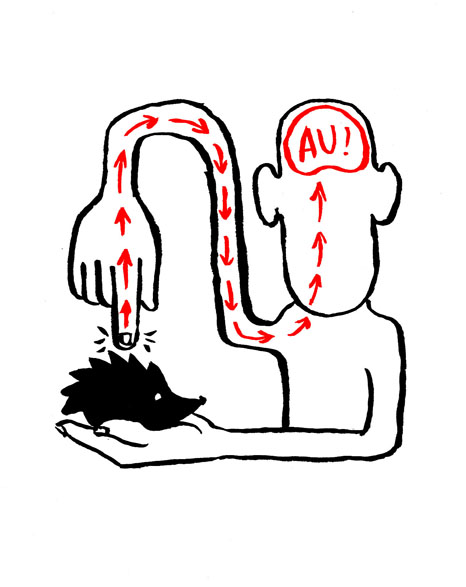
درک تجسمی

درک تجسمی (به انگلیسی: embodied cognition)، (یا شناخت تن‌یافته) استدلال می‌نماید که بیشتر ویژگی‌های شناختی، چه مربوط به انسان باشد یا غیرانسان، به وسیله ابعاد جسمانی آن موجود شکل می‌گیرد. ویژگی‌های شناختی شامل ساختارهای ذهنی سطح بالا (مانند مفاهیم و رده‌بندی‌ها) و توانایی انجام فعالیت‌های شناختی گوناگون (مانند استدلال و داوری) می‌باشد. ابعاد جسمانی شامل این موارد است: دستگاه حرکتی، دستگاه ادراکی، تعاملات جسم با محیط (وابستگی به موقعیت) و فرضیات مبتنی بر جهانی که در ساختار موجود ساخته می‌شود.
تز تجسمی ذهن سایر نظریات مانند شناخت‌گرایی، محاسبه‌گرایی و دوگانه‌انگاری دکارتی را به چالش می‌کشد. این نظریه دارای ارتباط نزدیکی با نظریاتی چون تز ذهن گسترش یافته، شناخت موقعیتی و وضع‌گرایی است. نسخه مدرن این نظریه براساس بینش‌هایی است که از تحقیقات تازه در حوزه‌های روان‌شناسی، زبان‌شناسی، علوم شناختی، سیستم‌های دینامیکی، هوش مصنوعی، روباتیک، شناخت حیوانی، «شناخت نباتی» و عصب‌شناسی بدست آمده‌است.

## تز تجسم
طرفداران تز درک تجسمی بر نقش فعالانه و قابل توجه که بدن در شکل دهی شناخت و درک کردن ظرفیت‌های ذهنی و شناختی یک عامل، ایفا می‌کند تأکید دارند. درک تجسمی در فلسفه بدین معنی است که شناخت یک عامل تنها محصول تجسم ذهنی وی از جهان نبوده، بلکه قویاً تحت تأثیر ابعاد جسمانی عامل قرار دارد، که فراتر از خود ذهن است. از این رو، تز تجسم می‌خواهد تجارب جسمانی عامل را در تمامی انواع شناخت مجدداً معرفی نماید. البته این یک تز گسترده بوده و شامل انواع مختلف تجسم شامل تجسم قوی و ضعیف می‌باشد. در تلاشی برای آشتی دادن علوم شناختی با تجربه انسانی، وریلا و همکارانش در رویکرد وضع‌گرایی خود نسبت به شناخت، «تجسم» را قرار ذیل تعریف می‌کنند:
«با بکارگیری اصطلاح متجسم ما می‌خواهیم دو نکته را برجسته بسازیم: نخست این که شناخت بستگی به نوعیت تجربهٔ دارد که از بدن‌های دارای ظرفیت‌های حسی و حرکتی مختلف می‌آید، دوم این که، هرکدام از این ظرفیت‌های حسی و حرکتی خود وابسته به شرایط فراگیر تر زیست‌شناختی، روان‌شناختی و فرهنگی هستند.»
— فرانسسکو جی. واریلا، ایوان تامپسون، الئانر راش: ذهن متجسم: علوم شناختی و تجارب انسان، صفحات ۱۷۲–۱۷۳
این مفهوم دوگانه که واریلا و همکاران به تز تجسم نسبت می‌دهد، روی چندین بعد شناخت تأکید دارد که محققین در حوزه‌های مختلف، مانند فلسفه، علوم شناختی، هوش مصنوعی، روان‌شناسی و عصب‌شناسی در آن دخیل هستند. این تعریف عمومی از تجسم با مشکلاتی نیز روبرو است. یکی از پیامدهای این تأکید بالای جسم، تجربه، فرهنگ، شرایط و مکانیزم‌های شناختی یک عامل در جهان این است که نظریات و رویکردهای مجزای درک تجسمی اغلب باهم در یک هم‌پوشی قرار می‌گیرند. به عنوان مثال تزهای شناخت گسترش یافته و شناخت موقعیتی معمولاً یکی پنداشته شده و همیشه وقت از هم تفکیک نمی‌گردند. به همین گونه چون بُعدهای مختلف تز تجسم به درجات مختلف مورد تأیید قرار گرفته‌اند، بهتر است تا درک تجسمی نسبت به یک نظریهٔ متحد و تعریف شده به عنوان یک برنامه تحقیقی پنداشته شود.
برخی از نویسندگان تز تجسم را با این استدلال که شناخت بستگی به بدن یک عامل و تعاملات آن با یک محیط مشخص دارد، تشریح می‌نمایند. از این رو در سیستم‌های واقعی بیولوژیکی شناخت به تنهایی خود یک سیستم نیست بلکه توسط اهداف و ظرفیت‌های سیستم کنترول می‌گردد. با این حال آنها استدلال می‌نمایند که این بازدارنده‌ها به این معنی نیستند که شناخت تنها از طریق رفتار انطباقی (یا خودنوگری) تنظیم می‌گردد، بلکه شناخت مستلزم «بعضی از انواع پردازش اطلاعات می‌باشد… تغییر یا رساندن معلومات دریافتی» است. بدست آوردن این چنین معلومات شامل «بررسی و تغییر محیط» توسط عامل می‌باشد.
«با این حال، اگر فرضیه را بر این بگذاریم که شناخت فقط انباشت حداکثر بازنمایی‌های صحیح از معلومات دریافتی است، این یک فرضیه نادرست خواهد بود… بدست آوردن دانش سنگ زیر پا برای رسیدن به هدف قریب تر است که آن تنظیم رفتار در واکنش به محیط در حال تغییر سیستم می‌باشد.»
— مارسین ملکاوسکی: شرح ذهن محاسباتی، صفحهٔ ۴.
رویکرد دیگر برای فهمیدن درک تجسمی، تز تجسم را به گونه مشخص تر تعریف نموده‌است. نظریه مشخص تر در مورد تجسم که در ذیل بیان شده‌است نه تنها به هیچ منبع خارجی به غیر از بدن نپرداخته، بلکه میان درک تجسمی، شناخت گسترش یافته و شناخت موقعیتی تفکیک قایل شده‌است. بنا بر این ما می‌توانیم تز تجسم را قرار ذیل مشخص سازیم:
تز تجسم: بسیاری از ویژگی‌های شناخت قابل تجسم هستند، به این معنی که آنها عمیقاً به ویژگی‌های بدن فیزیکی عامل وابسته اند، طوری که «بدنِ فراتر از مغز» فرد نقش علی و فیزیکی مهمی در پردازش شناختی ایفا می‌کند.
— آر ای ویلسون و ال فوگلیا، درک تجسمی در دائره المعارف فلسفه استنفورد
چنین تزی به این ایده اصلی اشاره می‌نماید که بدن یک عامل، نقش مهمی در شکل‌دهی ویژگی‌های مختلف شناخت مانند ادراک، توجه، حافظه، استدلال و غیره ایفا می‌کند؛ لذا، این ویژگی‌های شناخت وابسته به نوع بدنی است که عامل دارد. به علاوه این تز از تذکر مستقیم بعضی از ابعاد «فراگیر تر بیولوژیکی، روانشناختی و فرهنگی» که توسط واریلا ات ال. بیان شد خودداری می‌نماید. این تفکیک درک تجسمی، شناخت گسترش یافته و شناخت موقعیتی را ممکن می‌سازد.
تز ذهن گسترش یافته برخلاف تز تجسمی، پردازش شناختی را به مغز یا جسم محدود نمی‌کند، بلکه آنرا به درون دنیای عامل گسترش می‌دهد. شناخت موقعیتی تأکید دارد که این گسترش تنها به شامل سازی منابع خارج از سر محدود نمی‌کردد. روی نقش کاوش و تغییر در تعامل با دنیای عامل تأکید دارد.

## پس زمینه فلسفی
فیلسوف ایمانوئل کانت، در اثر خود با عنوان «تاریخ طبیعی عمومی و نظریه آسمان‌ها»‏ (۱۷۵۵ میلادی)، از دیدگاه مسئله ذهن و جسم دفاع نمود، که نقاط مشترکی با نظریه تجسم دارد. بعضی از مشکلاتی که این تفسیر کانت دارد عبارتند از: (۱) نظری که کانت در مورد تجربی و مشخص بودن دانش بدن دارد با ادعاهای قیاسی غیر تجربی مطابقت ندارد.‏ (۲) نظریهٔ که کانت در مورد فلسفه غیر تجربی دارد، گرچه باید تشریح نماید که ما چگونه می‌توانیم دانش تجربی داشته باشیم، اما در نفس خود تجربی نیست.
خوزه ارتگا یی گاست، جرج سانتایانا، میگل د اونامونو، موریس مرلو-پونتی و سایر افرادی که به سنت وسیع هستی‌گرایی عقیده دارند فلسفه‌های از ذهن پیشنهاد نموده‌اند که در ایجاد تز مدرن «تجسم» اثر گذار بوده‌است.